# Бэйдоу
Навигацио́нная систе́ма «Бэйдо́у» (кит. трад. 北斗導航系統, упр. 北斗导航系统, пиньинь Běidǒu dǎoháng xìtǒng, палл. Бэйдоу даохан ситун) или Спу́тниковая навигацио́нная систе́ма «Бэйдо́у» (кит. трад. 北斗衛星導航系統, упр. 北斗卫星导航系统, пиньинь Běidǒu wèixīng dǎoháng xìtǒng, палл. Бэйдоу вэйсин даохан ситун, сокращённо — BD) — китайская глобальная спутниковая система навигации. Её разработка началась в 1994 году (версия «Бэйдоу-1»), на полную мощность она вышла в 2020 году (версия «Бэйдоу-3»)
. 
Создававшаяся с 1994 года система «Бэйдоу-1» была завершена 21 декабря 2000 года, после запуска двух необходимых для неё спутников. Система основывалась на идее Чэнь Фанъюна 1983 года о достаточности двух спутников на геосинхронной орбите для определения местоположения на ограниченной территории, при этом в качестве третьего, неподвижного виртуального спутника рассматривался центр Земли.
Система «Бэйдоу-2» начала создаваться с 2004 года. Она была запущена в коммерческую эксплуатацию 27 декабря 2012 как региональная система позиционирования, при этом спутниковая группировка составляла 16 спутников. Из них в  систему «Бэйдоу-2» входило 14 спутников.
Система «Бэйдоу-3» начала создаваться в 2009 году. Глобальные базовые навигационные услуги во всём мире она начала предоставлять 27 декабря 2018 года, а 23 июня 2020 года было полностью завершено её создание, а с ней и всей глобальной навигационной системы «Бэйдоу». О начале эксплуатации системы 31 июля 2020 года заявил председатель КНР Си Цзиньпин.
Создание глобальной навигационной системы «Бэйдоу» в КНР обеспечили более четырёхсот строительных и научно-исследовательских организаций семи главных отраслей и свыше трёхсот тысяч трудящихся в области науки и техники.

## Название
Слово «Бэйдо́у» (кит. 北斗, пиньинь Běidǒu, палл. Бэйдоу) в переводе означает «Северный Ковш» — китайское название созвездия Большая Медведица. Известный семизвёздный астеризм этого созвездия — Большой Ковш — изображён на эмблеме системы «Бэйдоу». Название «Бэйдоу» используется как для системы первого («Бэйдоу-1»), так и для систем второго («Бэйдоу-2») и третьего («Бэйдоу-3») поколений. Главный конструктор систем — Сунь Цзядун.

## История

Сравнение орбит разных НС

Китайское национальное космическое управление планировало развернуть навигационную систему «Бэйдоу» в три этапа:
- 2000—2003 — экспериментальная система Бэйдоу из трёх спутников;
- к 2012 году — региональная система для покрытия территории Китая и прилегающих территорий;
- к 2020 году — глобальная навигационная система.

### «Бэйдоу-1»
Создававшаяся с 1994 года система «Бэйдоу-1» была завершена 21 декабря 2000 года, после запуска двух необходимых для неё спутников. С того дня Китай, наряду с США и Россией, стал обладать своей навигационной спутниковой системой. Система основывалась на идее Чэнь Фанъюна 1983 года о достаточности двух спутников на геосинхронной орбите для определения местоположения на ограниченной территории, при этом в качестве третьего, неподвижного виртуального спутника рассматривался центр Земли.
Первый спутник, «Бэйдоу-1А», был запущен 30 октября 2000 года. Второй, «Бэйдоу-1B», — 20 декабря 2000. Третий спутник, «Бэйдоу-1C», отправлен на орбиту 25 мая 2003. 
2 ноября 2006 Китай заявил, что с 2008 года Бэйдоу будет предлагать открытые услуги с точностью определения местоположения 10 метров. Частота системы «Бэйдоу»: 2491,75 МГц.
27 февраля 2007 года был также запущен четвёртый спутник в рамках «Бэйдоу-1», называемый иногда «Бэйдоу-1D», а иногда — «Бэйдоу-2А». Он выполнял функции подстраховки, на случай выхода из строя одного из запущенных ранее спутников. Сообщалось, что у спутника были неполадки в системе управления, но впоследствии они были устранены.

### «Бэйдоу-2»
Система «Бэйдоу-2» начала создаваться с 2004 года.
В апреле 2007 успешно выведен на орбиту первый спутник группировки «Бэйдоу-2», названый «Компас-M1». Данный спутник является настроечным для частот «Бэйдоу-2». Второй спутник, «Компас-G2», запущен 15 апреля 2009. Третий («Компас-G1») запущен на орбиту носителем Чанчжэн-3C 17 января 2010. Четвёртый спутник запущен 2 июня 2010. Носитель Чанчжэн-3A вывел четвёртый спутник со спутниковой площадки в Сичане 1 августа 2010 года.
15 января 2010 запущен официальный сайт спутниковой навигационной системы Бэйдоу.
24 февраля 2011 было развёрнуто 6 действующих спутников, 4 из них видны в Москве: COMPASS-G3, COMPASS-IGSO1, COMPASS-IGSO2 и COMPASS-M1.
По некоторым источникам, в начале 2011 года Госсовет КНР пересмотрел архитектуру системы и внёс корректировки в план запусков КА. Было принято решение завершить формирование орбитальной группировки для обслуживания регионального потребителя к началу 2013 года. Согласно откорректированному графику, группировка системы Compass/Beidou к началу 2013 году будет включать в себя 14 космических аппаратов, в том числе: 5 спутников на геостационарной орбите (58,5° в.д, 80° в. д., 110,5° в. д., 140° в. д., 160° в. д.); 5 спутников на наклонной геосинхронной орбите (высота 36000 км, наклонение 55°, 118° в. д.); 4 спутника на средней околоземной орбите (высота 21500 км, наклонение 55°).
27 декабря 2011 года «Бэйдоу» была запущена в тестовом режиме, охватывая территорию Китая и сопредельных районов.
27 декабря 2012 года система была запущена в коммерческую эксплуатацию как региональная система позиционирования, при этом спутниковая группировка составляла 16 спутников. Из них в  систему «Бэйдоу-2» входило 14 спутников: пять геостационарных, пять геосинхронных, четыре со средними орбитами. «Бэйдоу-2» стала первой в мире навигационной спутниковой системой со смешанными орбитами спутников.
8 мая 2014 года система прошла экспертную проверку, в ходе которой было установлено, что в районе города Тяньцзинь точность составляет менее 1 метра благодаря новой построенной наземной станции корректировки.
Услуги, предоставляемые системой «Бэйдоу-2» для Азиатско-Тихоокеанского региона, включали установление быстроты перемещения, координат, предоставление сигналов точных часов и сервиса кратких сообщений.

### «Бэйдоу-3»
Система «Бэйдоу-3» начала создаваться в 2009 году. Одной из главных новаторских технологий стало использование межспутниковой связи для глобальной навигации, поскольку развернуть обширную всемирную сеть наземных базовых станций у Китая не было возможности. Эта технология была впервые отработана в космосе в конце лета 2015 года. При этом сеть наземных станций системы «Бэйдоу-3» в КНР очень велика — более трёх тысяч.
Планировалось развёртывание глобальной навигационной системы в составе 35 космических аппаратов к 2020 году (по другим источникам — 36 КА, по третьим — 37 КА), в числе которых: 5 спутников на геостационарной орбите; 3 спутника на наклонной геосинхронной орбите; 27 спутников на средней околоземной орбите; несколько дополнительных спутников возможно составят орбитальный резерв.
Планировалось, что 5 геостационарных спутников (Beidou-3G) будут располагаться на орбитальных позициях 58,5°, 80°, 110,5°, 140° и 160° восточной долготы и будут запускаться по мере окончания срока службы уже действующих аппаратов второго поколения. Спутники созданы на базе китайской космической платформы DFH-3B, их стартовая масса составит около 4600 кг.
3 спутника (Beidou-3I), которые располагаются на геосинхронной орбите с наклонением 55°, созданы на основе той же платформы, с более низкой мощностью и меньшим весом — около 4200 кг.
27 спутников (Beidou-3М) для размещения на средней околоземной орбите (высота около 21 500 км, наклонение 55°) выполнены на базе новой, более компактной, космической платформы с использованием некоторых деталей проверенной платформы DFH-3B. Размеры спутника в сложенном состоянии составят 2,25×1,00×1,22 м, стартовая масса — 1014 кг. После завершения вывода всех спутников в космос, они будут размещаться на 3 орбитальных плоскостях по 9 аппаратов в каждой. Могут быть выведены на орбиту поодиночке с помощью ракеты-носителя «Чанчжэн-3C» и верхней ступени YZ-1; по 2 спутника с помощью ракеты-носителя «Чанчжэн-3B» и верхней ступени YZ-1; а также по 4 спутника за раз с помощью будущих ракеты-носителя «Чанчжэн-5» и верхней ступени YZ-2.
В 2015 году были запущены первые спутники нового поколения: 2 на среднюю околоземную орбиту (BDS M1-S и BDS M2-S) и 2 на наклонную геосинхронную (BDS I1-S и BDS I2-S).
Первые два спутника системы «Бэйдоу-3» были запущены 5 ноября 2017 года.
Глобальные базовые навигационные услуги во всём мире система «Бэйдоу-3» начала предоставлять 27 декабря 2018 года.
23 июня 2020 года «Синьхуа» со ссылкой на информацию Канцелярии по управлению спутниковой навигационной системой КНР сообщило о запуске с космодрома Сичан в провинции Сычуань последнего из 55 спутников навигационной системы «Бэйдоу». Вывод на околоземную орбиту был осуществлён ракетой-носителем «Чанчжэн-3B».
31 июля 2020 в Доме народных собраний в Пекине прошла торжественная церемония запуска системы «Бэйдоу-3». О начале эксплуатации системы «Бэйдоу-3» в тот день заявил председатель КНР Си Цзиньпин.
Создание глобальной навигационной системы в КНР обеспечили более четырёхсот строительных и научно-исследовательских организаций  семи главных отраслей и свыше трёхсот тысяч трудящихся в области науки и техники. Все основные части системы — китайского производства (причём в спутниках системы все компоненты являются таковыми). Из них свыше пятисот в первый раз начали изготавливать в КНР. Было внедрено более 160 основных технологий.
Система «Бэйдоу-3» предоставляет семь услуг:
- определение координат и сигналы атомных часов;
- глобальная передача кратких сообщений (14 кбит или тысяча китайских иероглифов);
- региональная передача кратких сообщений;
- подключение к поисково-спасательной системе;
- спутниковая коррекция и контроль;
- коррекция с помощью наземных станций;
- высокоточное позиционирование.

Ожидаемое время функционирования спутников системы с помощью новаторских решений увеличено до 12 лет.

## Текущее состояние
Состав орбитальной группировки космической навигационной системы «Бэйдоу» на 10 марта 2020 года:
- всего в составе группировки — 48 аппаратов;
- используются по целевому назначению — 43 аппарата;
- не используется по целевому назначению — 5 аппаратов.

### Список спутников
| №  | Спутник          | PRN | Дата (UTC)        | Ракета     | NSSDC ID  | SCN   | Орбита                               | Статус                 | Система   |
| -- | ---------------- | --- | ----------------- | ---------- | --------- | ----- | ------------------------------------ | ---------------------- | --------- |
| —  | Бэйдоу-1 A       | N/A | 30.10.2000, 16:30 | CZ-3A      | 2000-069A | 26599 | ГСО, 140° в. д.                      | выведен с декабря 2011 | Бэйдоу-1  |
| —  | Бэйдоу-1 B       | N/A | 20.12.2000, 16:20 | CZ-3A      | 2000-082A | 26643 | ГСО, 80° в. д.                       | выведен с декабря 2011 | Бэйдоу-1  |
| —  | Бэйдоу-1 C       | N/A | 24.05.2003, 16:34 | CZ-3A      | 2003-021A | 27813 | ГСО, 110,5° в. д.                    | выведен с декабря 2012 | Бэйдоу-1  |
| —  | Бэйдоу-1 D       | N/A | 02.02.2007, 16:28 | CZ-3A      | 2007-003A | 30323 | сведён с орбиты                      | выведен с февраля 2009 | Бэйдоу-1  |
| 1  | Компас M1        | N/A | 13.04.2007, 20:11 | CZ-3A      | 2007-011A | 31115 | СОО, ~21 500 км                      | выведен                | Бэйдоу-2  |
| 2  | Компас G2        | N/A | 14.04.2009, 16:16 | CZ-3C      | 2009-018A | 34779 | неконтролируемая                     | выведен                | Бэйдоу-2  |
| 3  | Компас G1        | N/A | 16.01.2010, 16:12 | CZ-3C      | 2010-001A | 36287 | ГСО, 140° в. д.                      | в резерве              | Бэйдоу-2  |
| 4  | Компас G3        | N/A | 02.06.2010, 15:53 | CZ-3C      | 2010-024A | 36590 | ГСО, 110,5° в. д.                    | в резерве              | Бэйдоу-2  |
| 5  | Компас IGSO-1    | C06 | 31.07.2010, 20:50 | CZ-3A      | 2010-036A | 36828 | Геосинхронная, накл. 55°; 118° в. д. | действующий            | Бэйдоу-2  |
| 6  | Компас G4        | C04 | 31.10.2010, 16:26 | CZ-3C      | 2010-057A | 37210 | ГСО, 160° в. д.                      | действующий            | Бэйдоу-2  |
| 7  | Компас IGSO-2    | C07 | 17.12.2010, 20:20 | CZ-3A      | 2010-068A | 37256 | Геосинхронная, накл. 55°; 118° в. д. | действующий            | Бэйдоу-2  |
| 8  | Компас IGSO-3    | C08 | 09.04.2011 20:47  | CZ-3A      | 2011-013A | 37384 | Геосинхронная, накл. 55°; 118° в. д. | действующий            | Бэйдоу-2  |
| 9  | Компас IGSO-4    | C09 | 26.07.2011 21:44  | CZ-3A      | 2011-038A | 37763 | Геосинхронная, накл. 55°; 95° в. д.  | действующий            | Бэйдоу-2  |
| 10 | Компас IGSO-5    | C10 | 01.12.2011 21:07  | CZ-3A      | 2011-073A | 37948 | Геосинхронная, накл. 55°; 95° в. д.  | действующий            | Бэйдоу-2  |
| 11 | Компас G5        | C05 | 24.02.2012 16:12  | CZ-3C      | 2012-008A | 38091 | ГСО, 58,75° в. д.                    | действующий            | Бэйдоу-2  |
| 12 | Компас M3        | C11 | 29.04.2012 20:50  | CZ-3B/E    | 2012-018A | 38250 | СОО, ~21 500 км                      | действующий            | Бэйдоу-2  |
| 13 | Компас M4        | C12 | 29.04.2012 20:50  | CZ-3B/E    | 2012-018B | 38251 | СОО, ~21 500 км                      | действующий            | Бэйдоу-2  |
| 14 | Компас M5        | N/A | 18.09.2012 19:10  | CZ-3B/E    | 2012-050A | 38774 | СОО, ~21 500 км                      | выведен                | Бэйдоу-2  |
| 15 | Компас M6        | C14 | 18.09.2012 19:10  | CZ-3B/E    | 2012-050B | 38775 | СОО, ~21 500 км                      | действующий            | Бэйдоу-2  |
| 16 | Компас G6        | C02 | 25.10.2012 15:33  | CZ-3C      | 2012-059A | 38953 | ГСО, 80° в. д.                       | действующий            | Бэйдоу-2  |
| 17 | Бэйдоу-3S IGSO-1 | C31 | 30.03.2015 13:52  | CZ-3C/YZ-1 | 2015-019A | 40549 | Геосинхронная, наклонение 55°        | на испытании           | Бэйдоу-3S |
| 18 | Бэйдоу-3S M1     | C58 | 25.07.2015 12:29  | CZ-3B/YZ-1 | 2015-037A | 40748 | СОО, ~21 500 км                      | на испытании           | Бэйдоу-3S |
| 19 | Бэйдоу-3S M2     | C57 | 25.07.2015 12:29  | CZ-3B/YZ-1 | 2015-037B | 40749 | СОО, ~21 500 км                      | на испытании           | Бэйдоу-3S |
| 20 | Бэйдоу-3S IGSO-2 | C56 | 29.09.2015 23:13  | CZ-3B/E    | 2015-053A | 40938 | Геосинхронная, наклонение 55°        | на испытании           | Бэйдоу-3S |
| 21 | Бэйдоу-3S M3     | N/A | 01.02.2016 07:29  | CZ-3С/YZ-1 | 2016-006A | 41315 | СОО, ~21 500 км                      | на испытании           | Бэйдоу-3S |
| 22 | Бэйдоу-2 IGSO-6  | C13 | 29.03.2016 20:11  | CZ-3A      | 2016-021A | 41434 | Геосинхронная, накл. 55°;            | действующий            | Бэйдоу-2  |
| 23 | Бэйдоу-2 G7      | C03 | 12.06.2016 15:30  | CZ-3C      | 2016-037A | 41586 | ГСО, 144° в. д.                      | действующий            | Бэйдоу-2  |
| 24 | Бэйдоу-3 M1      | C19 | 05.11.2017 11:44  | CZ-3B/YZ-1 | 2017-069A | 43001 | СОО, ~21 500 км                      | действующий            | Бэйдоу-3  |
| 25 | Бэйдоу-3 M2      | C20 | 05.11.2017 11:44  | CZ-3B/YZ-1 | 2017-069B | 43002 | СОО, ~21 500 км                      | действующий            | Бэйдоу-3  |
| 26 | Бэйдоу-3 M3      | C27 | 11.01.2018 23:18  | CZ-3B/YZ-1 | 2018-003A | 43107 | СОО, ~21 500 км                      | действующий            | Бэйдоу-3  |
| 27 | Бэйдоу-3 M4      | C28 | 11.01.2018 23:18  | CZ-3B/YZ-1 | 2018-003B | 43108 | СОО, ~21 500 км                      | действующий            | Бэйдоу-3  |
| 28 | Бэйдоу-3 M5      | C22 | 12.02.2018 05:10  | CZ-3B/YZ-1 | 2018-018A | 43207 | СОО, ~21 500 км                      | действующий            | Бэйдоу-3  |
| 29 | Бэйдоу-3 M6      | C21 | 12.02.2018 05:10  | CZ-3B/YZ-1 | 2018-018B | 43208 | СОО, ~21 500 км                      | действующий            | Бэйдоу-3  |
| 30 | Бэйдоу-3 M7      | C29 | 29.03.2018 17:50  | CZ-3B/YZ-1 | 2018-029A | 43245 | СОО, ~21 500 км                      | действующий            | Бэйдоу-3  |
| 31 | Бэйдоу-3 M8      | C30 | 29.03.2018 17:50  | CZ-3B/YZ-1 | 2018-029B | 43246 | СОО, ~21 500 км                      | действующий            | Бэйдоу-3  |
| 32 | Бэйдоу-2 IGSO-7  | C16 | 09.07.2018 20:58  | CZ-3A      | 2018-057A | 43539 | Геосинхронная, накл. 55°;            | действующий            | Бэйдоу-2  |
| 33 | Бэйдоу-3 M9      | C23 | 29.07.2018 01:48  | CZ-3B/YZ-1 | 2018-062A | 43581 | СОО, ~21 500 км                      | действующий            | Бэйдоу-3  |
| 34 | Бэйдоу-3 M10     | C24 | 29.07.2018 01:48  | CZ-3B/YZ-1 | 2018-062B | 43582 | СОО, ~21 500 км                      | действующий            | Бэйдоу-3  |
| 35 | Бэйдоу-3 M11     | C26 | 24.08.2018, 23:37 | CZ-3B/YZ-1 | 2018-067A | 43602 | СОО, ~21 500 км                      | действующий            | Бэйдоу-3  |
| 36 | Бэйдоу-3 M12     | C25 | 24.08.2018, 23:37 | CZ-3B/YZ-1 | 2018-067B | 43603 | СОО, ~21 500 км                      | действующий            | Бэйдоу-3  |
| 37 | Бэйдоу-3 M13     | C32 | 19.09.2018, 14:07 | CZ-3B/YZ-1 | 2018-072A | 43622 | СОО, ~21 500 км                      | действующий            | Бэйдоу-3  |
| 38 | Бэйдоу-3 M14     | C33 | 19.09.2018, 14:07 | CZ-3B/YZ-1 | 2018-072B | 43623 | СОО, ~21 500 км                      | действующий            | Бэйдоу-3  |
| 39 | Бэйдоу-3 M15     | C35 | 15.10.2018, 04:23 | CZ-3B/YZ-1 | 2018-078A | 43647 | СОО, ~21 500 км                      | действующий            | Бэйдоу-3  |
| 40 | Бэйдоу-3 M16     | C34 | 15.10.2018, 04:23 | CZ-3B/YZ-1 | 2018-078B | 43648 | СОО, ~21 500 км                      | действующий            | Бэйдоу-3  |
| 41 | Бэйдоу-3 G1Q     | C59 | 01.11.2018, 15:57 | CZ-3B/E    | 2018-085A | 43683 | ГCO, 144,5° в. д.                    | действующий            | Бэйдоу-3  |
| 42 | Бэйдоу-3 M17     | C36 | 18.11.2018, 17:49 | CZ-3B/YZ-1 | 2018-093A | 43706 | СОО, ~21 500 км                      | действующий            | Бэйдоу-3  |
| 43 | Бэйдоу-3 M18     | C37 | 18.11.2018, 17:49 | CZ-3B/YZ-1 | 2018-093B | 43707 | СОО, ~21 500 км                      | действующий            | Бэйдоу-3  |
| 44 | Бэйдоу-3 IGSO-1  | C38 | 20.04.2019, 14:41 | CZ-3B/G2   | 2019-023A | 44204 | Геосинхронная, накл. 55°;            | действующий            | Бэйдоу-3  |
| 45 | Компас G8        | C01 | 17.05.2019, 15:48 | CZ-3C      | 2019-027A | 44231 | ГСО 80,01° в. д.;                    | действующий            | Бэйдоу-2  |
| 46 | Бэйдоу-3 IGSO-2  | C39 | 24.06.2019, 18:05 | CZ-3B/G2   | 2019-035A | 44337 | Геосинхронная, накл. 55°;            | действующий            | Бэйдоу-3  |
| 47 | Бэйдоу-3 M23     | C46 | 22.09.2019, 21:10 | CZ-3B/YZ-1 | 2019-061A | 44542 | СОО, ~21 500 км                      | действующий            | Бэйдоу-3  |
| 48 | Бэйдоу-3 M24     | C45 | 22.09.2019, 21:10 | CZ-3B/YZ-1 | 2019-061B | 44543 | СОО, ~21 500 км                      | действующий            | Бэйдоу-3  |
| 49 | Бэйдоу-3 IGSO-3  | C40 | 04.11.2019, 17:43 | CZ-3B/G2   | 2019-073A | 44709 | Геосинхронная, накл. 28,5°;          | действующий            | Бэйдоу-3  |
| 50 | Бэйдоу-3 M21     | C43 | 23.11.2019, 00:55 | CZ-3B/YZ-1 | 2019-078A | 44793 | СОО, ~21 500 км                      | действующий            | Бэйдоу-3  |
| 51 | Бэйдоу-3 M22     | C44 | 23.11.2019, 00:55 | CZ-3B/YZ-1 | 2019-078B | 44794 | СОО, ~21 500 км                      | действующий            | Бэйдоу-3  |
| 52 | Бэйдоу-3 M19     | C41 | 16.12.2019, 07:22 | CZ-3B/YZ-1 | 2019-090A | 44864 | СОО, ~21 500 км                      | действующий            | Бэйдоу-3  |
| 53 | Бэйдоу-3 M20     | C42 | 16.12.2019, 07:22 | CZ-3B/YZ-1 | 2019-090B | 44865 | СОО, ~21 500 км                      | действующий            | Бэйдоу-3  |
| 54 | Бэйдоу-3 G2Q     | C60 | 09.03.2020, 11:55 | CZ-3B/G2   | 2020-017A | 45344 | ГCO                                  | не используется        | Бэйдоу-3  |

## Система координат
Параметры движения аппаратов Бэйдоу передаются в Китайской геодезической системе координат 2000 года (CGCS2000).

## Наземный сегмент

### Станции слежения
Станции слежения оборудованы двухчастотными приёмниками UR240 и антеннами UA240, разработанными китайской компанией UNICORE и способными принимать сигналы систем GPS и Compass. 7 из них размещены в Китае: в Чэнду (CHDU), Харбине (HRBN), Гонконге (HKTU), Лхасе (LASA), Шанхае (SHA1), Ухане (CENT) и Сиане (XIAN); и ещё 5 — в Сингапуре (SIGP), Австралии (PETH), ОАЭ (DHAB), Европе (LEID) и Африке (JOHA).

### Приёмники
В системе «Бэйдо́у-1» навигатор является не только приёмником, но и передатчиком сигнала. Но такая система даёт работать только 150 навигаторам одновременно. Станция мониторинга через два спутника посылает сигнал пользователю. Устройство пользователя после получения сигнала посылает ответный сигнал через оба спутника. Наземная станция по задержке сигнала рассчитывает географические координаты пользователя, определяет высоту по имеющейся базе данных и передаёт сигналы на устройство пользовательского сегмента.

### Применение
К концу 2012 года точность определения координат должна была составить 10 м. В 2022 году точность позиционирования улучшилась до менее 5 м, а в некоторых областях достигла 2—3 м. Точность синхронизации равнялась 10 наносекундам
Использование большой сети базовых станций системы «Бэйдоу-3» на территории КНР (более трёх тысяч станций) позволило достичь точности нескольких сантиметров в реальном времени и миллиметров при режиме накопления  информации.

#### Стихийные бедствия
С помощью системы «Бэйдоу» ведётся геологический и гидрологический мониторинг вплоть до миллиметровой точности. К сентябрю 2020 года — в провинциях Ганьсу, Гуйчжоу, Сычуань, Шэньси, Юньнань и Гуанси-Чжауанском автономном районе. Например, с его помощью был точно предсказан сошедший в начале июля 2020 года крупный оползень на горе Лэйцзя в уезде Шимэнь провинции Хунань и приняты меры по эвакуации людей. Очень полезна при ликвидации последствий стихийных бедствий услуга кратких сообщений системы «Бэйдоу».

#### Земледелие
Система «Бэйдоу» используется в беспилотной сельхозтехнике, применяемой, например, для посадки риса, при этом соблюдается заданное оператором расстояние между растениями и площадь обработки. Также система применяется для разработки с 10-сантиметровой точностью маршрутов движения беспилотных летательных аппаратов, используемых при распылении удобрений и пестицидов.

#### Транспорт
Система используется в автомобилях, в том числе беспилотных, например, для доставки товаров электронной коммерции. К сентябрю 2020 года система «Бэйдоу» была установлена на 6,6 миллиона связанных с торговлей транспортных единиц КНР и 51 тысяче таких единиц, используемых для доставки почты и товаров электронной коммерции.
В 2019 году система «Бэйдоу» была установлена на поездах новой линии Пекин—Чжанцзякоу. К сентябрю 2020 года она установлена на 1641 судне, курсирующем по реке Янцзы, 300 гражданских самолётах. К 2035 году ею планируется оснастить весь гражданский самолётный парк Китая.

#### Охрана окружающей среды
Ещё с 2011 года система «Бэйдоу» используется в КНР для контроля и управления степями и лесами. Например, ей были оснащены объездчики крупного лесного района Шэньнунцзя провинции Хубэй при инспекции в августе 2020 года. С помощью системы ведётся мониторинг деятельности транспортных работников, например, водителей самосвалов, с целью предотвращения экологических нарушений.